# Froidfontaine
Froidfontaine (en wallon Froedfontinne) est une section de la ville belge de Beauraing située en Wallonie dans la province de Namur.
C'était une commune à part entière avant la fusion des communes de 1977.

## Étymologie
Le nom de Froidfontaine trouverait son origine dans l’étymologie wallonne freûde-fontin.ne signifiant source froide. En effet, on y trouve une fontaine multiséculaire qui, selon la légende, aurait été un lieu ayant servi à des rites religieux druidiques.

## Évolution démographique
- Source: DGS, 1831 à 1970=recensements population, 1976= habitants au 31 décembre

## Histoire
Comme cela a été prouvé par d'importantes découvertes archéologiques, le site de Froidfontaine a été occupé dès la période romaine. Cette occupation s'est prolongée et amplifiée au cours de la période mérovingienne. Cela est d'ailleurs attesté par la découverte d’une fabrique de tuiles romaines et d’un four de potier de l’époque mérovingienne. Il faut dire que le village occupait un emplacement idéal au cœur d’une région sillonnée par plusieurs voies romaines.
En 943, les terres de Froidfontaine sont données en échange d’autres biens par un certain Egon à l’abbaye de Stavelot en même temps que l’ancien domaine foncier de Tanton.

### Les Hospitaliers
Le domaine foncier sera cédé au XVe siècle par les moines de Stavelot aux Hospitaliers de l'ordre de Saint-Jean de Jérusalem qui y construisirent une commanderie. Au XVe siècle, le Comte de La Roche s’en approprie. En 1429, la terre passe entre les mains de la famille de la Marck et puis dans celles de la famille de Ligne-Arenberg qui la conserveront jusqu’au 19 avril 1706. Date à laquelle le domaine de Tanton sera vendu aux de Smakers et restera leur bien jusqu’un 1795. C’est à cette époque que les terres de Froidfonaine seront réputées « bien national » et vendues comme telles par le pouvoir mis en place par les révolutionnaires français.

## Économie

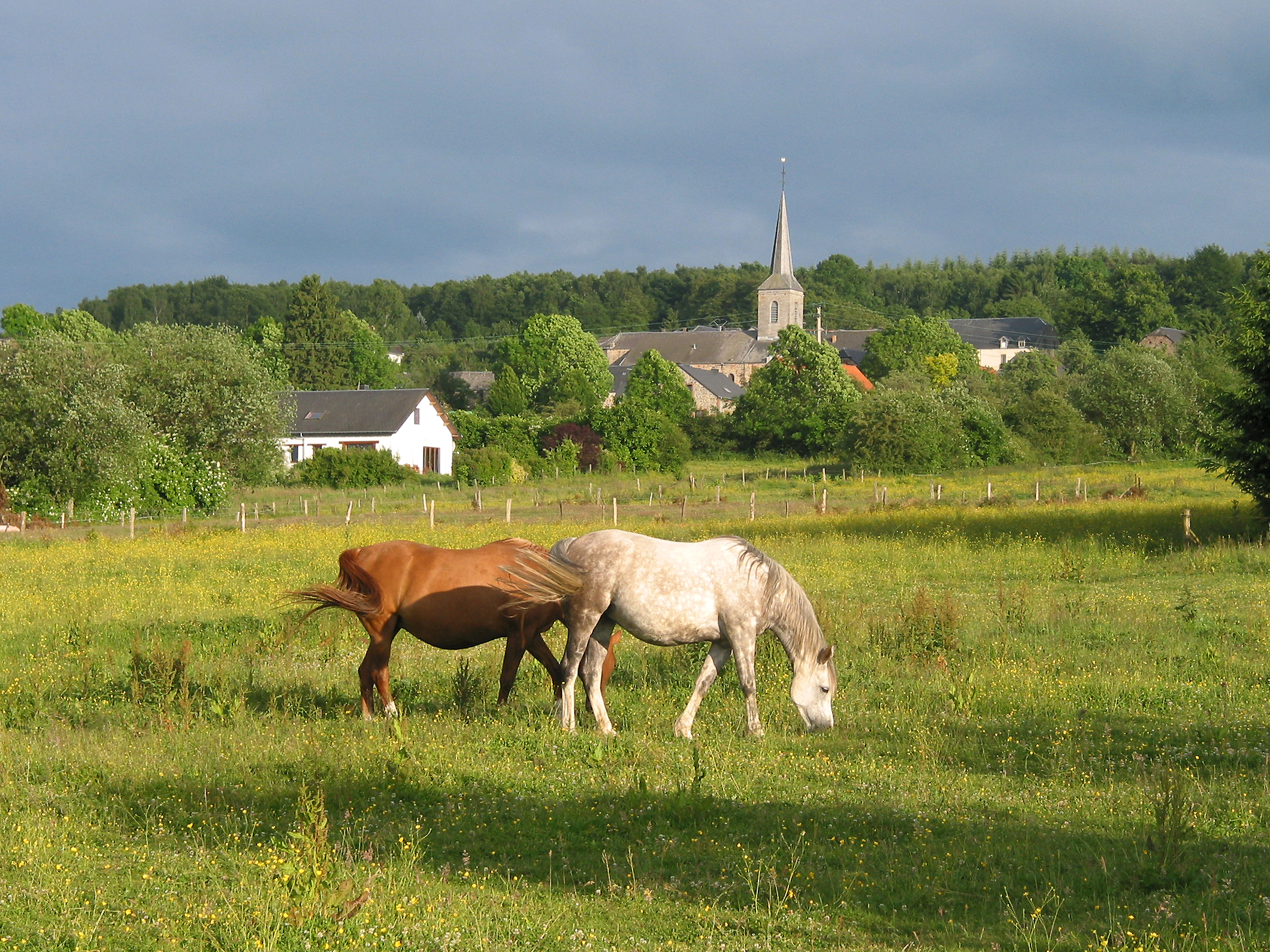
Le calme avant la tempête.

Au cours des siècles, la principale activité du village fut longtemps l'exploitation des ressources forestières.
En 1803, Aymé-Gabriel d’Artigues achète les terres de Froidfontaine et Il y installe un moulin servant à actionner des meules pour tailler les cristaux qu’il fabriquait à Vonêche. Ce moulin ne cessera ses activités que peu après l’indépendance de la Belgique.
Après avoir exercé des emplois liés à la fabrication et à la finition du cristal pendant cette période, les habitants du village se tournèrent à nouveau vers les métiers liés à l’exploitation du bois.
Aujourd'hui, la majorité des habitants vont travailler dans les centres urbains environnants et seuls quelques activités liées à la sylviculture ou à l’agriculture permettent encore d’exercer un emploi sur place.